# ليروي فير
ليروي يوهان فير (بالهولندية: Leroy Johan Fer) (ولد في 5 يناير 1990 في زوترمير) لاعب كرة قدم دولي هولندي يلعب حاليا لصالح نادي النصر الإماراتي في مركز الوسط المحوري منذ 2013.

## مسيرته الكروية
لعب ليروي فير خلال مسيرته الاحترافية مع 5 أندية في ستة عشر موسمًا وسجل خلالها 48 هدفًا ضمن 346 مباراة. حيث فاز في موسم واحد بالكأس ولم يفز بأي دوري.
خاض ليروي فير مسيرته مع نادي فاينورد في موسم 2007–08 في المرة الأولى ليلعب معه خمسة مواسم ثم في موسم 2019–20 لمدة موسم واحد، مشاركًا طوالها في 126 مباراة سجل خلالها 16 هدفًا. ثم انتقل إلى نادي تفينتي أنشخيدة في موسم 2011–12 ولمدة موسمين، حيث شارك في 52 مباراة سجل خلالها 13 هدفًا. لينتقل بعدها إلى نادي نورويتش سيتي في موسم 2013–14 ولمدة موسمين، مشاركًا في 30 مباراة سجل خلالها 3 أهداف. ثم انتقل إلى نادي كوينز بارك رينجرز في موسم 2014–15 ولمدة موسمين، مشاركًا في 48 مباراة سجل خلالها 8 أهداف. هذا وانتقل لاحقًا إلى نادي سوانزي سيتي في موسم 2015–16 ليلعب معه أربعة مواسم، مشاركًا في 90 مباراة سجل خلالها 8 أهداف أيضًا.

## روابط خارجية
- ليروي فير على موقع الاتحاد الأوربي (الإنجليزية)
- ليروي فير على موقع قاعدة بيانات كرة القدم.إي يو (الإنجليزية)
- ليروي فير على موقع ناشيونال فوتبول تيمز (الإنجليزية)
- ليروي فير على موقع Soccerbase.com (لاعب) (الإنجليزية)
- ليروي فير على موقع Soccerway.com (الإنجليزية)
- ليروي فير على موقع عالم كرة القدم.نت (الإنجليزية)
- ليروي فير على موقع AS.com (الإسبانية)